# Мак сумнівний
Мак сумнівний (Papaver dubium) — однорічна трав'яниста рослина роду мак (Papaver).

## Ботанічний опис
Стебло зазвичай пряме, мало гіллясте, з притиснутими гілками, досить густо та м'яко волохато-щетинисте, 30—60 см заввишки.
Нижні листки перисто-розсічені з більш-менш великими, широкими, довгастими, яйцеподібними сегментами, іноді цільними, іноді зубчастими, тупуватими або гострими. Верхні листки просто або двічі-перисто-розсічені на лінійні або довгасто-лінійні або ланцетні, цілісні або зубчасті, гострі сегменти та частки; зубці закінчуються довгою щетинкою.
Квітконіжки прямі, міцні, довгі, досить густі, часто білувато-притиснуто-щетинисті. Віночок винно-червоний або рожевий, зазвичай блідий, рідко білий, невеликий, рано опадає. Пелюстки 1—2 (рідко до 3) см завдовжки, з невеликою чорною плямою біля основи, рідко без неї, звичайно оберненояйцеподібні. Тичинки малочисельні, нитки їх дуже тонкі. Цвіте у квітні — червні.
Плід — гола, довгасто-булавоподібна або булавоподібно-циліндрична коробочка, молода оберненояйцеподібна, без ознак ніжки, сидяча, 12—20 мм завдовжки, з жорсткими стінками, сиза; диск зрілої коробочки плоский, плівчастий, зубці його сильно налягають один на одного; променів 4—11.

## Поширення
Вид поширений у Європі, Африці та Азії; в Україні — у лісостепу та у степу. Росте на схилах, вдовж доріг, на полях. Бур'ян.